# Gaia: živoucí planeta
Gaia: živoucí planeta je kniha britského spisovatele a vědce Jamese Ephraima Lovelocka. Byla vydána v roce 1988 v nakladatelství W. W. Norton. Kniha patří k základním textům environmentální literatury, a proto se dočkala mnoha cizojazyčných překladů (česky v roce 1994) a několika vydání. Vznikla také jako reakce na kritiku první Lovelockovy knihy Gaia: a new look at life on Earth (Oxford University Press, 1979).
Gaia: živoucí planeta vysvětluje a rozvíjí Lovelockovu teorii o Zemi jako o živém superorganismu (viz Teorie Gaia) a popisuje mechanismy, na jejichž principech Gaia pracovala nejen v minulosti, ale i dnes. Tvrzení jsou podpořena výzkumem Lovelocka a dalších vědců.

## Obsah
Na počátku knihy Lovelock zmiňuje několik myslitelů, kteří se ubírali podobným směrem, např. Jevgraf Maximovič Korolenko a Vladimir Ivanovič Vernadskij. Lovelock definuje Gaiu a vyslovuje potřebu etablování nového oboru, který nazývá geoplanetární medicína či geofyziologie. Klade důraz na holistický přístup a chápání jevů na Zemi ve vesmírném měřítku. Pro snadnější pochopení vytváří modelový svět sedmikrásek (Daisyworld), na němž demonstruje základní mechanismy Gaii. V následujících kapitolách se zabývá historií Gaii a pomocí geologického záznamu se snaží doložit autoregulační procesy, které na Zemi proběhly. Zmiňuje se i o Gaiiných „nemocech“ dneška, jakými jsou např. přemíra CO2 v atmosféře, kyselé deště, ztenčování ozónové vrstvy. Těmto faktorům však nepřikládá zásadní význam. Za hlavního narušitele planetární homeostáze označuje dnešní intenzivní zemědělství. V této části knihy také obhajuje využívání jaderné energie. Lovelock se věnuje i možnosti osídlení Marsu. V poslední kapitole líčí své osobní postoje k náboženství a Bohu v souvislosti s Gaiou.

## Kontexty
Myšlenka Země jako samoregulujícího se organizmu zvaného Gaia vznikla v roce 1961. James Lovelock pracoval v té době pro NASA a spolu s Carlem Saganem a Dian Hitchcockovou zkoumali možnosti života na Marsu. Prvotní idea byla taková, že pokud by život na Marsu skutečně existoval, jistě by po sobě zanechal stopy v atmosféře. Následně proběhl výzkum atmosféry Marsu, ale zjistilo se, že ve srovnání se Zemí, která sloužila jako kontrolní planeta, se na Marsu vyskytují nepříznivé směsi plynů pro život. To přivedlo Lovelocka k otázce, jak je možné, že se na Zemi vyskytují plyny jako metan a kyslík, které spolu vyvolávají explozivní reakci.
Takto se zrodila teorie Gaia (pojmenovaná po řecké bohyni Země), která byla poprvé publikovaná v roce 1972 v článku „Gaia viděná skrze atmosféru“ v časopise Atmospheric Environment. Její hlavní myšlenkou byla autoregulace planety Země poháněné volnou energií, kterou dodává Slunce.
Z důvodu kritiky mířené na hypotézu Gaia přišel Lovelock s modelem světa sedmikrásek, aby podpořil vědeckost své teorie a také aby poukázal na fakt, že Země je porovnatelná s živým organismem, jenž prochází určitým vývojem a posléze umírá.

## Kritika a podpora díla
Vědecká komunita přijala teorii Gaia ambivalentně. Někteří vědci ji kritizovali, zatímco široká veřejnost ji přijala a osvojila si ji. Kritika ze strany vědců mířila hlavně na nepropracovanost teorie Gaia a její nevědeckost. Zároveň zdůrazňovali, že většina živých organizmů bojuje o přežití druhu a zachování stability není v jejich zájmu. Mezi hlavní kritiky této teorie patří Dr. W. Ford Doolittle a Dr. James Kirchner.
Kontroverzní je dílo i z toho důvodu, že si Lovelockovy myšlenky osvojila různá spirituální a New Age hnutí a Gaia se stala jakousi novodobou modlou či bohyní.

## Důležité myšlenky Jamese Lovelocka
„Když byly první obrazy Země viděné z vesmíru srovnány s jejími neživými partnery, Marsem a Venuší, bylo nemožné si nepovšimnout, že Země je zvláštní a krásnou anomálií. Přesto by tato nekonvenční planeta zůstala v komůrce jako Popelka, nebýt toho, že jí NASA, coby princ, poskytla vysvobození ve formě programu výzkumu planety.“
„Skutečná hodnota pralesů netkví ve vzácných rostlinách a roztomilých zvířatech ani v místech, kde televizní komentátoři pózují před bujným zeleným pozadím s exotickou zvukovou kulisou. …Tropické lesy jsou jako součást zemské kůže, která se stejně jako kůže lidská může potit, a tak ochlazovat celý organismus. Tropy jsou teplé, vlhké, deštivé – ideální prostředí pro stromy. Málokdo si však uvědomuje, že jsou to právě stromy, které tropům ony vlastnosti dodávají.“
„Cokoliv, co učiní svět nevhodným pro jeden druh života, vyvolá evoluci jiných druhů, které mohou vytvořit nové a pro ně vhodné prostředí. Rozvrátíme-li dnešní svět, pravděpodobně se navrátí do stavu pro život příznivějšího. Neznamená to příznivějšího pro náš druh.“